# لنز پی‌سی-ئی نیکور ۲۴میلی‌متر اف/۳٫۵دی ئی‌دی
لنز پی‌سی-ئی نیکور ۲۴میلی‌متر اف/۳٫۵دی ئی‌دی (به انگلیسی: PC-E Nikkor 24mm f/3.5D ED Lens) نام لنز دوربین عکاسی از نوع اصلاح پرسپکتیو است که توسط شرکت نیکون تولید می‌شود. فاصلهٔ کانونی این لنز ۲۴ میلی‌متر، دیافراگم آن دارای ۹ تیغه و ضریب اف آن اف ۳٫۵ تا اف ۳۲ است. این لنز در ۳۰ ژوئن ۱۹۰۵ میلادی تولید و عرضه شده‌است.